# Pseuderemias
Pseuderemias — рід ящірок родини ящіркових (Lacertidae). Представники цього роду мешкають в Північно-Східній Африці.

## Опис
Представники роду Pseuderemias — ящірки дрібного і середнього розміру з дуже вузькими головами і сплющеним тілом. Кожна ніздря оточена 4 носовими лусками і не досягає першої супралабіальної луски. Щитки на вершині голови гладкі, зморшкуваті або виїмчасті. На очах рухливі повіки. Ряд збільшених лусок посередині спини відсутній, спинні луски мають приблизно однаковий розмір. Комір присутній. Луски на животі гладкі, формують 6-10 поздовжніх рядів. Пальці зігнуті, підпальцеві пластинки кілюваті. Хвіст втричі довший за решту тіла. Пори на стегнах присутні.
Забарвлення сірувате, світло-коричневе, коричневе, іржасто-коричневе, темно-коричневе або майже чорне. На спині зазвичай є кремові або білуваті смуги та/або плямки, які формують поздовжні смуги. У деяких видів, зокрема у P. erythrosticta, смуги відсутні, натомість на спині є темні плямки. У молодих ящірок смуги більш виражені, ніж у дорослих.
Представники роду Pseuderemias мешкають переважно на Сомалійському півострові та в Східній Африці. Вони віддають перевагу акацієво-комміфоровим заростям та напівпустелям. Ведуть активний, денний, наземний спосіб життя, живляться комахами та іншими безхребетними, відкладають яйця.

## Види
Рід Pseuderemias нараховує 7 видів:
- Pseuderemias brenneri (W. Peters, 1869)
- Pseuderemias erythrosticta (Boulenger, 1892)
- Pseuderemias mucronata (Blanford, 1870)
- Pseuderemias savagei (Gans, Laurent & Pandit, 1965)
- Pseuderemias septemstriata (Parker, 1942)
- Pseuderemias smithii (Boulenger, 1895)
- Pseuderemias striatus (W. Peters, 1874)

## Етимологія
Наукова назва роду Pseuderemias походить від сполучення слова дав.-гр. ψεῦδος — несправжній і наукової назви роду Ящурка (Eremias Wiegmann, 1834).